# Conseil supérieur des Sports
Le Conseil supérieur des Sports (en espagnol : Consejo Superior de Deportes, abrégé en CSD) est l'organe administratif chargé de mettre en place la politique sportive du gouvernement en Espagne.
Le CSD constitue un organisme autonome qui dépend du ministère de l'Éducation, de la Formation professionnelle et des Sports. Son président a rang de secrétaire d'État.

## Missions

### Fonctions
Les compétences du Conseil supérieur des Sports sont : 
- Autoriser et révoquer par un avis motivé la constitution, et approuver les statuts et règlements des fédérations sportives ;
- Reconnaître l'existence d'une discipline sportive ;
- Convenir avec les fédérations sportives de leurs objectifs, programmes sportifs (spécialement ceux des sports de haut niveau), budgets et structures organiques et fonctionnelles ;
- Accorder des subventions économiques aux fédérations sportives, aux autres entités et associations sportives, en inspectant et vérifiant leur adéquation avec la mise en œuvre des objectifs de la loi relative aux sports de 1990 ;
- Qualifier les compétitions officielles à caractère professionnel et portée nationale ;
- Promouvoir et impulser la recherche scientifique en matière sportive ;
- Promouvoir et impulser des mesures de prévention, contrôle et répression de l'usage de substances interdites et de méthodes non réglementaires destiné à accroître artificiellement la capacité physique des sportifs ou à modifier les résultats des compétitions ;
- Agir en coordination avec les communautés autonomes au sujet de l'activité sportive générale, et coopérer avec elles dans le développement de leurs compétences statutaires ;
- Autoriser ou refuser, après avis conforme du ministère des Affaires étrangères, la tenue sur le territoire espagnol de compétitions sportives officielles  à caractère international, ainsi que la participation des sélections espagnoles aux compétitions internationales ;
- Coordonner avec les communautés autonomes la programmation du sport scolaire et universitaire, quand il a une projection nationale et internationale ;
- Élaborer et exécuter, en collaboration avec les communautés autonomes et — le cas échéant — les collectivités locales, les plans de construction et rénovation des installations sportives pour le développement du sport de haut niveau, ainsi qu'actualiser, dans le cadre de ses compétences, les normes techniques relatives à ce type d'installation ;
- Élaborer des propositions pour l'établissement des enseignements minimums des diplômes des techniciens sportifs spécialisés, collaborer à l'établissement des programmes et plans d'études de ces diplômes, reconnaître les centres autorisés à les dispenser, et inspecter le déroulement des programmes de formation dans les communautés autonomes qui n'assument pas de compétences en matière d'éducation ;
- Autoriser les dépenses pluriannuelles des fédérations sportives, déterminer la destination de leur patrimoine net en cas de dissolution, contrôler les subventions qu'elles auraient reçues, et autoriser le prélèvement et l'aliénation de leurs biens immeubles, quand ceux-ci ont été financés par des fonds publics de l'État ;
- Actualiser en permanence le recensement des installations sportives en collaboration avec les communautés autonomes ;
- Autoriser l'inscription des sociétés anonymes sportives au registre des associations sportives, inscrire l'acquisition et l'aliénation de parts significatives dans leur actionnariat, et autoriser l'acquisition de leurs actions ;
- Autoriser l'inscription des fédérations sportives auprès de leurs fédérations internationales respectives ;
- Collaborer, en matière d'environnement et défense de la nature, avec les autres organismes publics compétents et les fédérations sportives ;
- L'administration de l'arbitrage et la désignation des arbitres en lien avec les désaccords qui peuvent apparaître au sujet de la commercialisation et l'exploitation des droits audiovisuels des compétitions officielles ;
- Veiller à l'application effective de la loi relative aux sports et des autres normes qui l'appliquent, en exerçant à cet effet les actions qui en découlent, ainsi que toute autre faculté attribué légalement ou réglementaire qui poursuit la mise en œuvre des buts et objectifs de la loi relative aux sports.

### Organisation

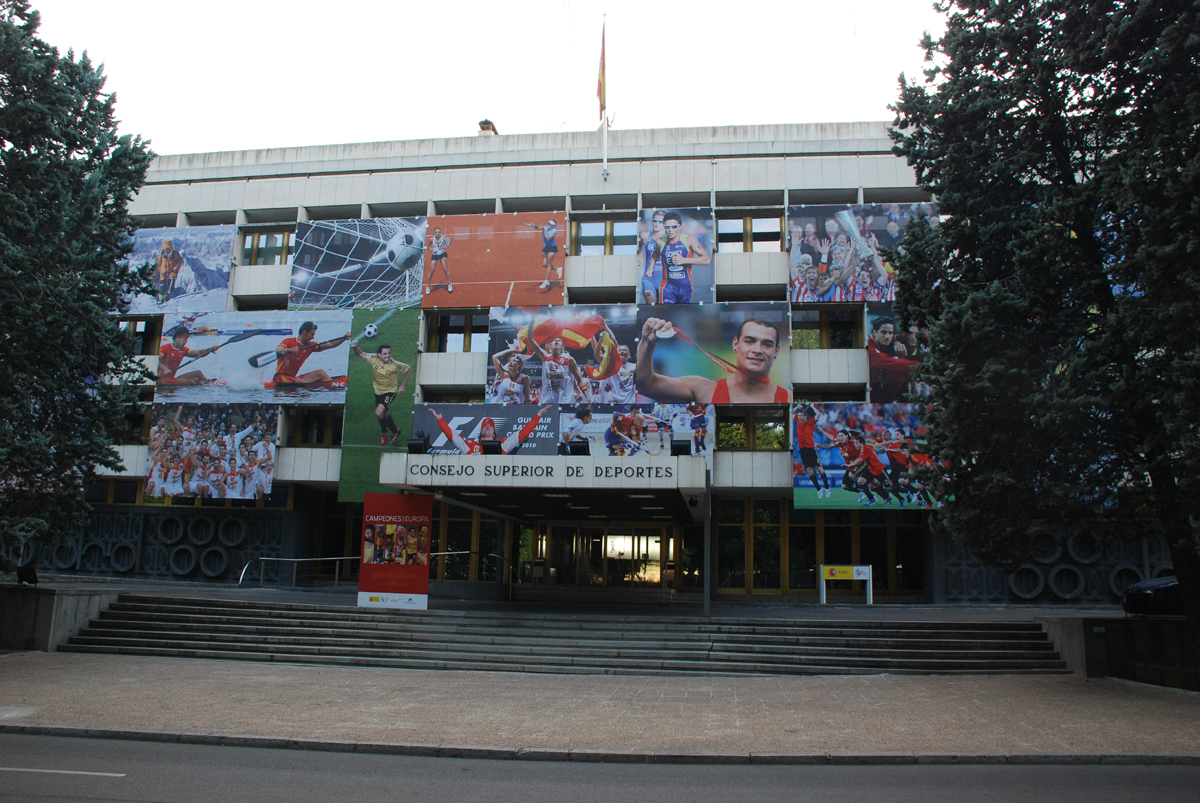
Le siège du CSD, dans la cité universitaire de Madrid.

Le Conseil supérieur des Sports s'organise de la façon suivante : 
- Président du Conseil supérieur des Sports (Presidente del Consejo Superior de Deporte) ; 
  - Direction générale des Sports (Dirección General de Deportes) ; 
    - Sous-direction générale du Sport de haut niveau ;
    - Sous-direction générale de la Promotion et de l'innovation sportives ;
    - Sous-direction générale des Femmes et du sport ;
    - Sous-direction générale du Régime juridique du sport ;
    - Secrétariat général ;

  - Sous-direction générale du Sport professionnel et du Contrôle financier.

## Histoire
La création du Conseil supérieur des Sports est actée le 1er septembre 1977, par le décret 2258/1977 qui établit la structure organique et les fonctions du ministère de la Culture. Il prend la suite de la Délégation nationale de l'Éducation physique et des Sports (en espagnol : Delegación Nacional de Educación Física y Deportes, DNEFD), institution intégrée à la Falange Española Tradicionalista y de las Juntas de Ofensiva Nacional Sindicalista (FET y de las JONS, le parti unique du régime franquiste). Il constitue un « organisme autonome », dont la présidence revient au ministre de la Culture, secondé par un directeur général.
Son existence est sanctuarisée au niveau légal, avec l'adoption de la loi générale relative à la culture physique et aux sports en mars 1980. Elle transforme la présidence de droit en un poste à part entière, pourvu en conseil des ministres et dont le titulaire a rang de secrétaire d'État. Le Conseil est ensuite réorganisé en octobre, le poste de directeur général étant supprimé et celui de secrétaire général créé.
Une nouvelle réforme est menée le 28 avril 1986, qui conduit au retour de la figure du directeur général, qui prend autorité sur le secrétaire général. À peine deux ans plus tard, en juillet 1988, il change pour la première fois de tutelle en étant rattaché au ministère de l'Éducation et de la Science (MEC) à l'occasion d'un remaniement ministériel. Il est soumis à une nouvelle réorganisation, qui fait disparaître le poste de directeur général au profit de deux postes : le directeur général des Sports et le directeur général des Infrastructures sportives, ce dernier étant le supérieur du secrétaire général.
En 1990, la loi relative au sport (en espagnol : Ley del Deporte) modifie les compétences accordées au CSD. Une nouvelle transformation de sa structure est donc opérée par décret deux ans plus tard. Rattaché en mai 1996 au ministère de l'Éducation et de la Culture, il est à nouveau réformé en 1997 puis en 1999, pour l'adapter à la nouvelle loi d'organisation de l'administration publique.
Il repasse sous la tutelle du ministère de l'Éducation en avril 2004 et se trouve à nouveau modifié sept mois plus tard. En avril 2009, le CSD passe sous l'autorité de la présidence du gouvernement puis se trouve de nouveau intégré en 2011 à l'organigramme du ministère de l'Éducation, de la Culture et des Sports (MECYD). À cette occasion, la direction générale des Infrastructures sportives disparaît et le secrétariat général devient une sous-direction de la direction générale des Sports. Une nouvelle organisation est adoptée en juin 2015.
Après 30 ans, il est de nouveau inscrit au ministère de la Culture en 2018. Le 22 juin suivant, l'ancienne skieuse María José Rienda est nommée présidente du Conseil supérieur des Sports, devenant ainsi la première femme à exercer cette fonction.